# Palača Cotroceni
Palača Cotroceni (romunsko Palatul Cotroceni) je uradna rezidenca predsednika Romunije na bulvarju Geniului št. 1 v Bukarešti v Romuniji. V palači je tudi Narodni muzej Cotroceni.

## Zgodovina

### Samostan Cotroceni (1679–1682)
Leta 1679 je Şerban Cantacuzino v prvem letu svojega vladanja zgradil samostan na hribu Cotroceni, na katerem je bilo leseno puščavniško bivališče. Načrti tega novega samostana so ohranili številne tradicionalne arhitekturne elemente, ki so se v tistem času pojavili v kneževini Romuniji. Samostan je bil končan leta 1682, od takrat pa so ga pogosto obiskovali številni romarji in je omenjen v različnih kronikah. 

### Kraljeva palača (1883–1895)
Hrib Cotroceni je bil do leta 1883 tudi prebivališče mnogih romunskih vladarjev, nato pa ga je prevzel romunski kralj Karel I. in ga ukazal porušiti ter zgraditi precej večjo zgradbo, namenjeno prihodnjim dedičem na njegovem prestolu.
Gradnja te nove kraljeve palače se je začela leta 1893, projekt je vodil francoski arhitekt Paul Gottereau. 

### Severno krilo (1915–1926)
Ko je vladal kralj Ferdinand I. s kraljico Marijo, so kraljevo palačo še izboljšali. Na zahtevo kraljice Marije je bilo severno krilo palače zaključeno s prostorom, ki se je uporabljal za hišo družic in pribočnikov v dvojnih stanovanjih. V polkleti je bila zgrajena telovadnica, predvideno je bilo, da bo kapela v pritličju. Oktobra 1915 so prostor uporabili za centralno ogrevanje.
Leta 1925 je Grigore Cerchez v prvem nadstropju dodal dnevno sobo s paviljonom. V drugem nadstropju je dodal majhno teraso na severni strani in dodaten paviljon. Cerchez je nadaljeval delo dveh sosednjih salonov v prvem nadstropju severnega krila, pa tudi velike sprejemne dvorane, ki je ta del stavbe zaznamovala do leta 1926. 
Leta 1929 je Grigore Cerchez končal severovzhodni vogal palače, naredil je ložo na knjižnični ravni. Nad knjižnico je bilo zgrajeno veliko skladišče kot prizidek h kraljevemu domu.

### 1947–1948
30. maja 1947 je bil kralj Mihael I. prisiljen odstopiti. Nova vlada je prevzela nadzor nad palačo, ki jo je kraljeva družina zapustila.
13. februarja 1948 je imela nova vlada srečanje, na katerem naj bi odločila o usodi palače. Bilo je več predlogov. 26. maja istega leta je bil izdan sklep št. 38, v katerem je predsedstvo velike narodne skupščine Ljudske republike Romunije odločilo, da »vse blago in posestva, ki so bila 6. marca 1945 v lasti nekdanjega kralja Mihaela in drugih pripadnikov nekdanje kraljeve družine, preide v posest romunske države«.  Kasneje so razne dragocene predmete razdelili med različna ministrstva.

### Palača pionirjev (1949)
30. aprila 1949 je šolski otroški program, imenovan Pionirji, dobil palačo Cotroceni v uporabo za otroke. Preimenovali so jo v Palatul Pionierilor – palačo pionirjev.
Nadgradnja je potekala v štirih fazah, med katerimi so v stavbi namenili več prostora knjižnici, delavnicam za šah, miniaturnih letal, za radiofonijo, fotografijo, slikarstvo, koreografijo in ples, zgodovino in keramiko.
Uporabljali so jo tudi za kino in gledališče.

### Spremembe socialističnega režima (1949–1976)
Po odstopu kralja Mihaela I. je nova vlada palačo zelo spremenila in to tudi natančno dokumentirala:
v pritličju: viseče svetilke z glavnega vhoda so bile snete, mavčni okraski so bili odstranjeni ali zlomljeni, pilastri in štuko plošče prekrite z glino in barvo. Prav tako so bile preluknjane za montažo električnih kablov ali cevi za toplovod;
v prvem nadstropju: dnevna soba v neogotskem slogu in Zlati salon sta bila uničena, vsi kamniti stebri iz Belega salona (znan kot salon Cerchez) so bili pobarvani s temno barvo, preoblikovana sta bila ves prostor v novi dnevni sobi (načrtoval Grigore Cerchez) in kuhinja;
v drugem nadstropju: vsi prostori, ki so jih uporabljali otroci kraljeve družine, pa tudi lože proti glavnemu dvorišču, so bili izpraznjeni, spalnica Ferdinanda I. je bila popolnoma uničena, vsi prostori med spalnico in Marijinim slikarskim salonom, razen stopnic iz češnjevega lesa, so bili razstavljeni;
v tretjem nadstropju: prostori v tem nadstropju so bili močno spremenjeni. 
Leta 1976 je palača med vladanjem Nicolaeja Ceaușesca po prenosu na državni protokol (Protocolul de Stat), ponovno spremenila svoj namen. Postala je stanovanjska stavba – gostišče.

### Potres 1977
Leta 1977 je potres 7,2 stopnje po Richterjevi lestvici prizadel okrožje Vrancea in poškodoval več zgradb v Bukarešti. Palača je bila zelo poškodovana, potreben je bil projekt za obnovo in utrditev. 

## Narodni muzej Cotroceni
Leta 1991 je palača postala sedež romunskega predsedstva, staro krilo pa je bilo odprto za javnost kot Narodni muzej Cotroceni, zasnovan kot vpogled v pretekle dobe.
Tu so številne vsebinske sobe, ki jih je okrasila Marija, angleška žena Karlovega dediča, nečaka prestolonaslednika Ferdinanda. Prav tako je tukaj njena presenetljiva umetniška zbirka.
V osemnajstih letih 20. stoletja je bila Dvorana časti zgrajena v francoskem slogu Napoleona III., ki se ponaša z izvirnim italijanskim marmornim stopniščem. Dekoracijo je navdihnila francoska opera Garnier.
Nemška dnevna soba je okrašena v nemškem neorenesančnem slogu in je bila prostor za vsakodnevna srečevanja kraljeve družine. Kralj Karel I. je bil najbolj navdušen zagovornik tega sloga in ga je brez dvoma želel uporabiti v prostorih palače.
Leta 1926 je bila zgrajena Lovska soba pod vodstvom češkega arhitekta Karla Limana, v kateri je nekaj osebnih trofej kralja Ferdinanda.
Cvetlična soba je bila v obdobju kraljice Marije imenovana Zlata soba. Bogato dekoracijo cvetov za štukature so v tistem času pozlatili.
V zasebni učilnici kralja Ferdinanda knjižnica še vedno posnema izvirno belo leseno oblogo in še danes hrani del zbirke knjig kralja Ferdinanda.
Velika sprejemna dvorana, ki jo je zgradil arhitekt Grigore Cerchez v neoromunskem slogu, je danes namenjena posebnim dejavnostim muzeja, kot so koncerti, predstavitve knjig ali umetniške razstave.
Kraljeva jedilnica je v krilu, ki ga je oblikoval Grigore Cerchez v neoromunskem slogu in ima neobizantinsko okroglo mizo, po zasnovi kraljice Marije.
V drugem nadstropju so zasebni apartmaji članov kraljeve družine, kot so stanovanje kralja Ferdinanda, apartma kraljice Marije ali nemški apartma.

## Zbirke
Zbirka Narodnega muzeja Cotroceni, ki je sestavljena iz približno 20.000 predmetov, se stalno bogati s prenosi iz drugih ustanov in muzejev (Državna komisija za upravljanje državne dediščine, Narodni muzej Peles, Narodni muzej umetnosti Romunije), zlasti s prevzemi in velikodušnimi zasebnimi donacijami.
Zbirka je razdeljena na likovno umetnost (romunske in mednarodne slike, grafična umetnost, romunske in tuje skulpture, verska umetnost), dekorativno umetnost (keramika, steklo, kovina, tekstil, pohištvo), numizmatiko, medalje, zgodovino, arheologijo.
Likovna umetnost je razdeljena na verske umetnosti (lesene poslikane ikone) iz poznega obdobja romunskih verskih umetnosti (18.–19. stoletje) in ruske delavnice.
Romunska slikarska zbirka hrani slike slavnih romunskih slikarjev konca 19. stoletja do danes. Velika večina teh slikarjev se je izobraževala na ugledni umetniški šoli v Bukarešti in Iașiju, medtem ko se so drugi učili v tujini v znanih evropskih šolah. Po vrnitvi so nekateri postali profesorji in prispevali k izboljšanju likovne umetnosti in izobraževanju nove generacije slikarjev.
Zbirka grafičnih umetnosti vključuje številne risbe, akvarele in gravure iz 19. in 20. stoletja in japonske odtise. Ta zbirka je bila razširjena s pridobitvijo in donacijami romunske in druge sodobne grafike.
Dekorativna umetnost je dobro zastopana na stalnih razstavah in vključuje pohištvo, keramiko, steklo, kovine in tekstil. Zbirka pohištva je dober opomnik na raznovrstnost evropskih slogov in razvijajočih se tehnik. V notranjih kosih pohištva so lesene mize in stoli (neoromanski slog), posebni slogi (empir, Napoleona III., Ludvika XIV.–XVI. in orientalsko pohištvo).
V keramični zbirki so dragoceni deli znanih delavnic iz Nemčije, Francije, Italije, Nizozemske in Rusije. Porcelan iz Sevresa, Meissna in Kuznetza je resnično izjemen.
Zbirka stekla vsebuje dragocene umetniške in zgodovinske predmete: mizo kraljice Marije (neobizantinski slog) ter predmeti italijanskih in francoskih delavnic.
V tekstilni zbirki so preproge znanih delavnic iz Buhare, perzijske preproge.
Zbirka ima tudi številne predmete art nouveauja, ki jih je ustvarilo umetniško gibanje v 19. in začetku 20. stoletja.

## Galerija
- Vrtovi
- Samostan Cotroceni, 1860